# 艾普巴赫河
50°46′37″N 7°26′39″E / 50.77694°N 7.44417°E

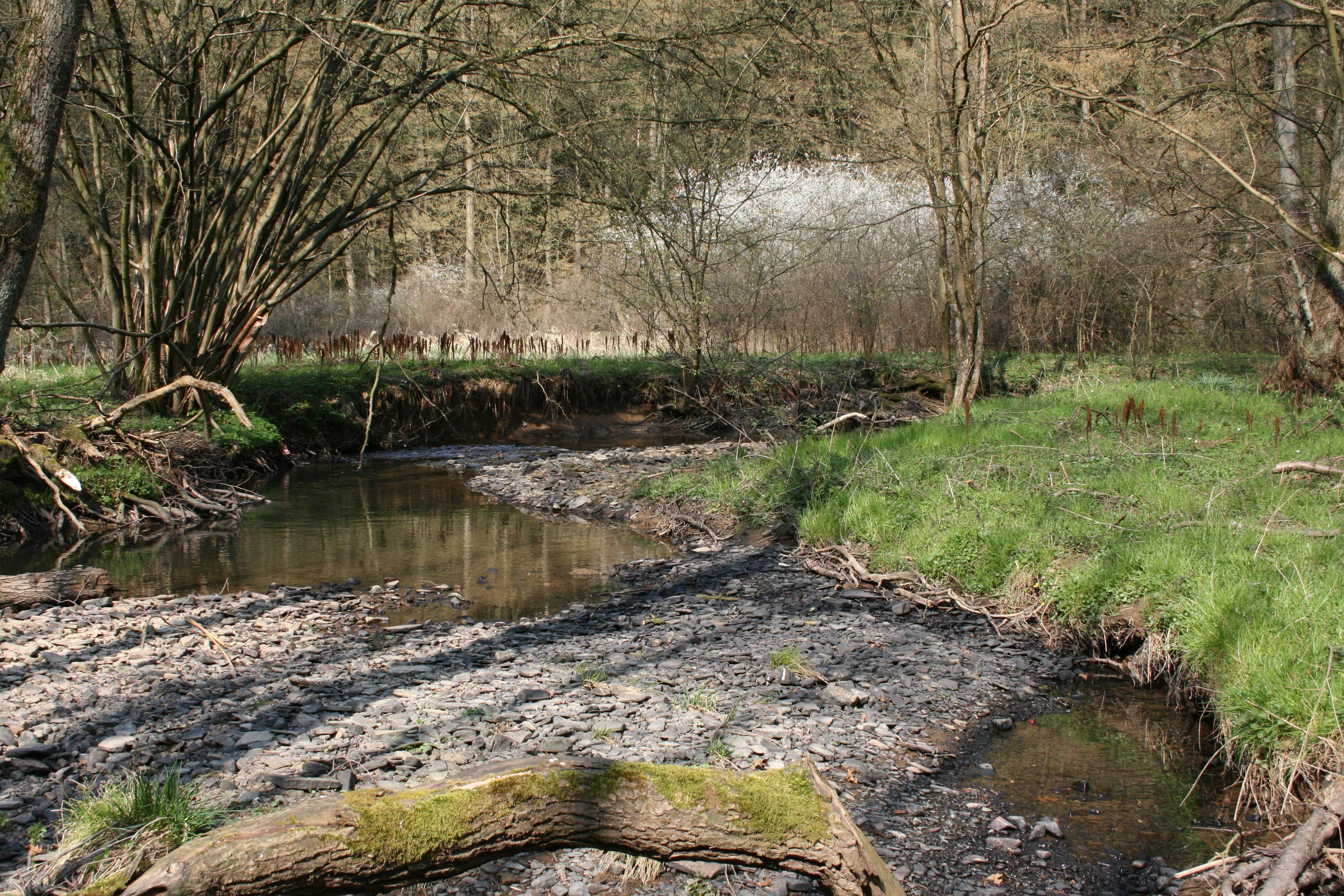

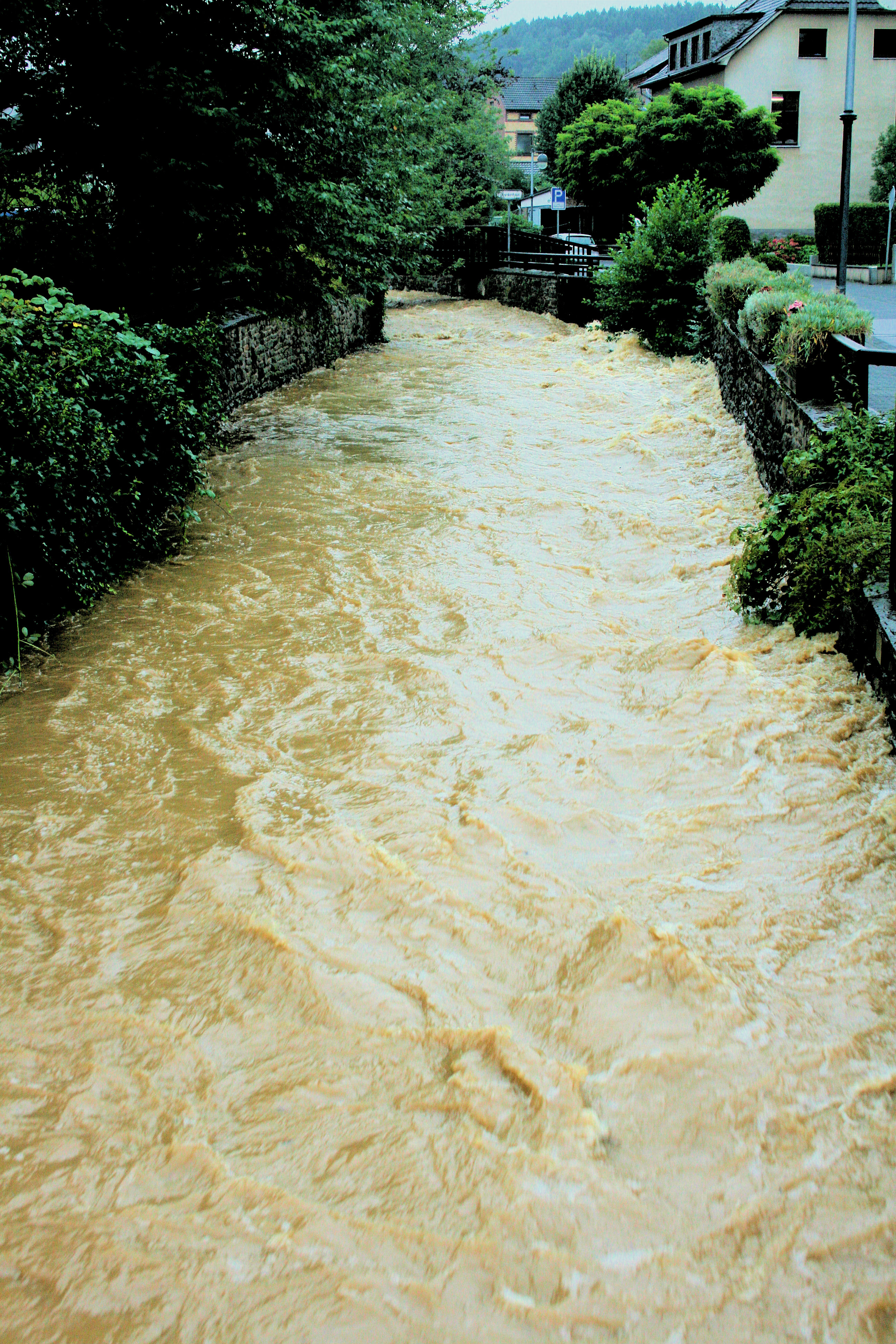

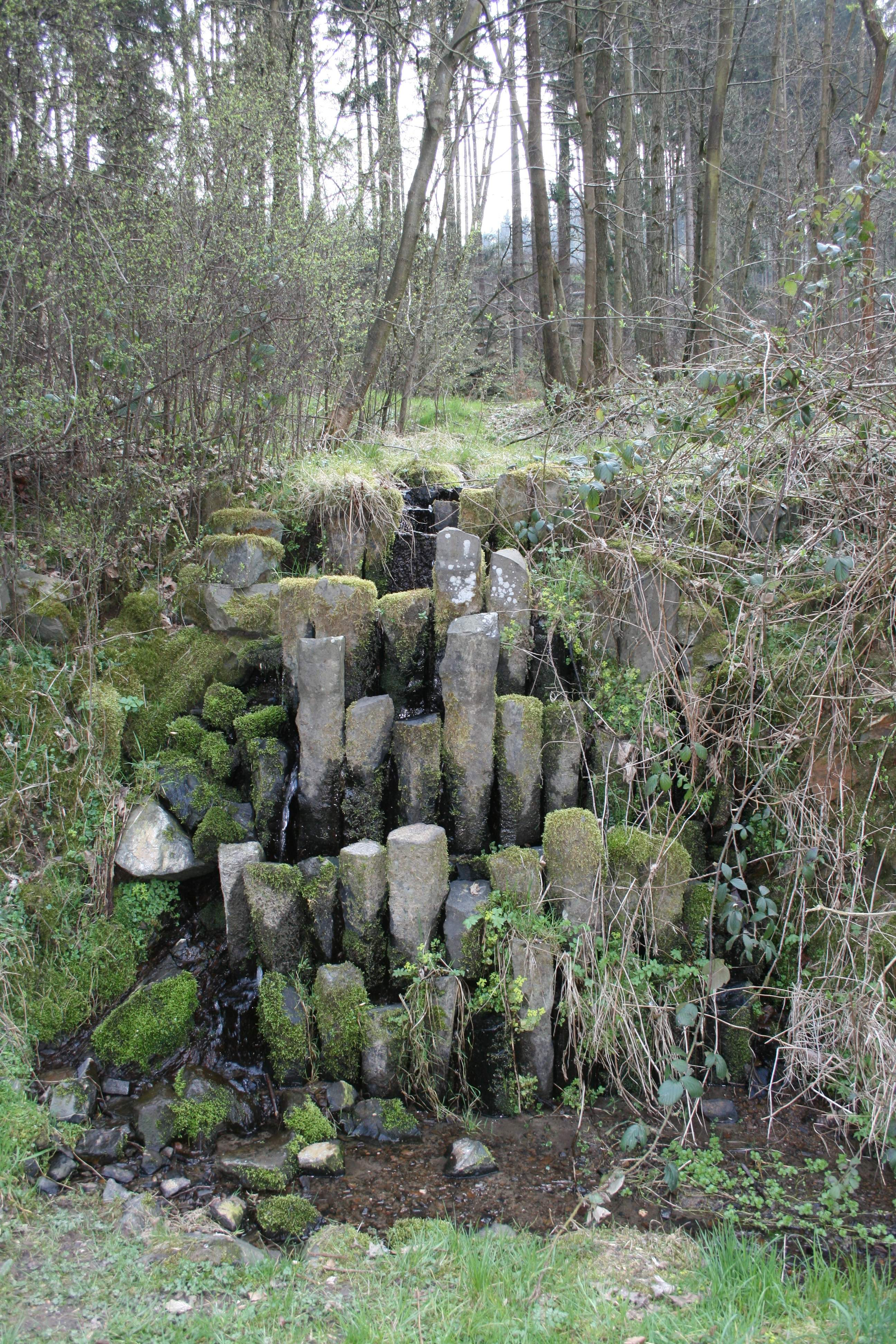

艾普巴赫河（德語：Eipbach），是德國的河流，位於該國西部，流經北萊茵-威斯特法倫州，屬於錫格河的左支流，河道全長10.1公里，流域面積23.8平方公里。